# Trichophorella
Trichophorella is een geslacht van wantsen uit de familie van de Miridae (Blindwantsen). Het geslacht werd voor het eerst wetenschappelijk beschreven door Odo Reuter in 1905.

## Soorten
Het genus bevat de volgende soorten:

- Trichophorella australis Schuh, 1974
- Trichophorella monticola Linnavuori, 1975
- Trichophorella papuana Schuh, 1984
- Trichophorella perplexa Linnavuori, 1996
- Trichophorella pilipes Linnavuori, 1975
- Trichophorella rubella Odhiambo, 1959
- Trichophorella sordidipennis Reuter, 1905
- Trichophorella splendida Linnavuori, 1984
- Trichophorella vicaria Linnavuori, 1973